# ピート・ハム

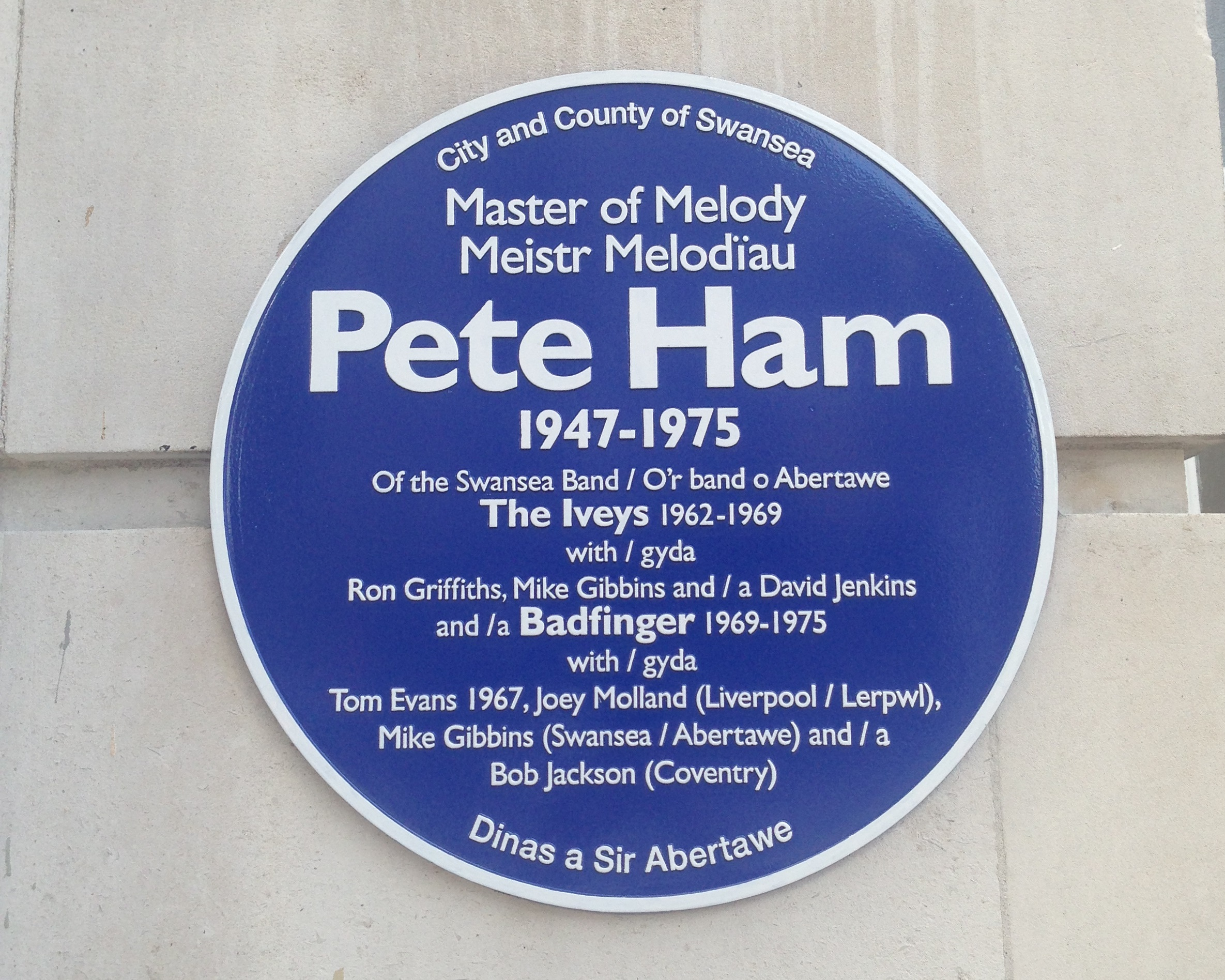
ピート・ハムを記念するブルー・プラーク（2013年、スウォンジー）

ピート・ハム（Pete Ham、本名：ピーター・ウィリアム・ハム（Peter William Ham）、1947年4月27日 - 1975年4月24日）は、ウェールズ人の歌手、ソングライター、ギタリスト、キーボーディスト。悲運のロック・グループ「バッドフィンガー」の元リーダーとして知られる。

## 生い立ちからデビューまで
ウェールズ南部のスウォンジーに生まれる。1961年ごろに地元でロック・グループ「パンサーズ（The Panthers）」を結成するが、度重なる改名とメンバーチェンジの末に、1965年に「アイヴィーズ（The Iveys）」として再出発した。ザ・モジョズのマネージャー、ビル・コリンズのマネジメントを得て、アイヴィーズは1966年にロンドンに上京し、3年間イギリス国内で巡業を続けた。この頃、ピート・ハムが作詞作曲に特に取り組むようになったのは、コリンズのお蔭でレヴォックス（Revox）の録音機材が使えるようになって刺激を受けたからである。ザ・キンクスのレイ・デイヴィスがアイヴィーズをプロデュースすることに最初の興味を示している。アイヴィーズは、1968年にマル・エヴァンズの注目を惹き、多数の自宅でのデモテープによってビートルズの4人からとりわけ創作力を買われるところとなり、ついにアップル・レコードと契約を結んだ。

## バッドフィンガーとして
シングル「マジック・クリスチャンのテーマ」（ポール・マッカートニー作曲）の発売に合わせて、バンドはアイヴィーズからバッドフィンガーに改名した。このシングルは世界中でトップテン入りするヒット曲になったが、当初ハムは、アイヴィーズ時代の楽曲に自信を持っていたため、オリジナル曲以外で売り出されることに抵抗している。だが、ヒットしそうなシングル曲による飛躍のための効果というものを間もなく認識した。ハム本人の創作の苦労は結局のところ報いられ、「嵐の恋」が1970年後半にリリースされると、世界中でトップテン入りの快作となった。さらに「デイ・アフター・デイ」や「ベイビー・ブルー」を書き上げ、世界中でヒットを連発した。しかしながらハムの創作力は、「ウィズアウト・ユー」の合作において頂点を極めた。「ウィズアウト・ユー」は、ニルソンのカバーが世界中のチャートで1位を獲得してからは、史上最高のバラードの定番の一つとして、ジャンルを問わずに多数の歌手によってカバーされている。1973年には、グラミー賞にノミネートされるとともに、アイヴァー・ノヴェロ賞を受賞した。
1972年、片やアップル・レコードが崩壊の危機にあり、片やピート・ハムのバンドが破竹の勢いに見えたことから、バッドフィンガーはワーナー・ブラザース・レコードに引き抜かれた。
バッドフィンガーがアップルと契約期間中は、元ビートルズのジョージ・ハリスンのアルバム『オール・シングス・マスト・パス』やリンゴ・スターのシングル「明日への願い」のセッションでハムも演奏に加わっているが、その他のセッションでもハムの名前は記載されなかった。
ハムの人間性はおおむね、物腰が柔らかくて気だてが優しく、人前では少しおどけたところもあったが極めて温厚で謙虚だったと評されている。また、勤勉さにも言及されている。

## 最期
ワーナー・ブラザースに移籍後の1973年から1975年にかけて、バッドフィンガーは、バンド内部や経理上、マネジメント上の多くの難題に巻き込まれ、音楽活動がぱっとしなくなった。1975年までに、ハムはびた一文も所得が入らず、新マネージャーのスタン・ポリーからは音信不通というありさまで、失意の果てにサリーの自宅ガレージで首吊り自殺を遂げ、翌朝、妻のアンによって変わり果てた姿となって発見された。前日にトム・エヴァンズと共にウィスキーをあおっていたこともあり、血中アルコール濃度は0.27パーセントだったという。28歳の誕生日を間近に控えての出来事だった。死の前日、自宅に戻る際にトムに残した最後の言葉は、「気にするな、逃げ出す方法はわかってるから（Don’t worry, I know a way out.）」だった。身重のアンは、恋人の死から1ヵ月後に娘のペトラ・ハム（Petera Ham）を出産した（ペトラには腹違いの兄ブレアがいる）。ハムは故郷スウォンジーのモリソン墓地に埋葬された。
ハムの死は葬り去られた。元ビートルズのメンバーは誰一人として公式に発言せず、アップル・コアもワーナー・ブラザース・レコードもハムの死について公式な声明を出さなかった。
書き置きはマネージャーのポリーを非難しており、「アン、君を愛してるよ。ブレア、君が好きだよ。僕は人を愛したり、信頼したりしちゃいけない人間なんだろう。これがより良い選択なんだ。ピート。追伸。スタン・ポリーは人でなしの畜生だ。あの野郎を道連れにしてやるさ」とある。ポリーのクライアントだったアーティストの多くが、長年にわたってポリーの不正を非難してきた。ハムの死から10年以上が過ぎてから、ポリーは横領やマネー・ロンダリングの告発に対して、不抗争の答弁を申し立てたが、損害賠償は1件も行なわなかった。

## 遺産
ピート・ハムは、パワー・ポップの最初期の作家の一人にしばしば数えられているが、ハムの最も広く普及した楽曲は、バンド仲間のトム・エヴァンズ（後に自殺）と合作したバラード「ウィズアウト・ユー」である。
自宅の遺作のデモ録音は、死後にCD化されて発売された。即ち、1997年の『セヴン・パーク・アヴェニュー』と1999年の『ゴルダーズ・グリーン』の2枚である。
66回目の誕生日に当たる2013年4月27日、故郷のスウォンジーにピートを記念するブルー・プラークが設置され、娘のペトラが除幕式を行った。

## ディスコグラフィ

### ソロ・アルバム
- 『セヴン・パーク・アヴェニュー』 - 7 Park Avenue (1997年)
- 『ゴルダーズ・グリーン』 - Golders Green (1999年)
- The Keyhole Street Demos 1966–67 (2013年)

ハムがゲスト参加した作品等
- 『バングラデシュ・コンサート』 - The Concert for Bangladesh (コンサート、アルバム、映画)
- 『オール・シングス・マスト・パス』 - All Things Must Pass by ジョージ・ハリスン (アルバム)
- 「明日への願い」- "It Don't Come Easy" by リンゴ・スター (シングル)
- 「トライ・サム・バイ・サム」 - "Try Some, Buy Some" by ジョージ・ハリスン (シングル)
- 『リヴィング・イン・ザ・マテリアル・ワールド』 - Living in the Material World (クレジットなし[4]) by ジョージ・ハリスン (アルバム)